# Amphientomidae
Amphientomidae (лат.) — семейство сеноедов из подотряда Troctomorpha. Насчитывает около 148 видов, 2 из которых обитают в Европе. Amphientomidae распространены на всех континентах, кроме Австралии и Антарктиды. Большинство видов известны из Азии и Африки. Живут на скалах, часто возле воды.

## Описание
Насекомые длиной тела 3-5 мм. Крылья длинные с красивые рисунком из чешуек.

## Классификация
В мировой фауне 148 видов в  24 родах.